# Lady Justice
Lady Justice (レディ・ジャスティス?) è un manga scritto e disegnato da Ken Ogino, pubblicato su Weekly Shōnen Jump della Shūeisha nel 2015. Conta in totale 16 capitoli raccolti in 2 volumi.

## Trama
Enta Marufuji, studente liceale, viene preso in ostaggio durante una rapina in banca e viene salvato dalla misteriosa Lady Justice che agisce "in nome della giustizia". Il giovane, dal giorno della rapina, farà di tutto per scoprire l'identità della sua eroina, non sapendo che in realtà si tratta della sua timida compagna di classe, Ameri Kanzaki.

## Personaggi
- Enta Marufuji
- Kenzaki Ameri/Lady Justice